# یک داغ
| ده‌دهی | دودویی | یکانی    | یک-داغ   |
| ----- | ------ | -------- | -------- |
| ۰     | ۰۰۰    | ۰۰۰۰۰۰۰۰ | ۰۰۰۰۰۰۰۱ |
| ۱     | ۰۰۱    | ۰۰۰۰۰۰۰۱ | ۰۰۰۰۰۰۱۰ |
| ۲     | ۰۱۰    | ۰۰۰۰۰۰۱۱ | ۰۰۰۰۰۱۰۰ |
| ۳     | ۰۱۱    | ۰۰۰۰۰۱۱۱ | ۰۰۰۰۱۰۰۰ |
| ۴     | ۱۰۰    | ۰۰۰۰۱۱۱۱ | ۰۰۰۱۰۰۰۰ |
| ۵     | ۱۰۱    | ۰۰۰۱۱۱۱۱ | ۰۰۱۰۰۰۰۰ |
| ۶     | ۱۱۰    | ۰۰۱۱۱۱۱۱ | ۰۱۰۰۰۰۰۰ |
| ۷     | ۱۱۱    | ۰۱۱۱۱۱۱۱ | ۱۰۰۰۰۰۰۰ |

در مدارهای دیجیتال و یادگیری ماشین، یکِ‌داغ یا یک بارز یا تک‌نمود گروهی از میان بیت‌ها است که ترکیبات قانونی مقدارها فقط آنهایی هستند که یک بیت بالا (۱) و بقیه پایین (۰) دارند. یک پیاده‌سازی مشابه که در آن همه بیت‌ها "۱" هستند به جز یک "۰" گاهی یک‌سرد نامیده می‌شود. در آمار، متغیرهای ساختگی فنون مشابهی را برای نمایش داده‌های رسته‌ای نشان می‌دهند.

## کاربردها

### مدارات دیجیتال
رمزگذاری یک‌داغ اغلب برای نشان‌دادن حالت یک ماشین حالت استفاده می‌شود. هنگام استفاده از باینری، یک رمزگشا برای تعیین حالت مورد نیاز است. با این حال، یک ماشین حالت یک‌داغ نیازی به رمزگشا ندارد زیرا ماشین حالت در nمین حالت است اگر و فقط اگر بیت nام بالا (همان ۱) باشد.

### پردازش زبان طبیعی
در پردازش زبان طبیعی، یک بردار یک‌داغ یک ماتریس (بردار) {\textstyle 1\times N} است برای تشخیص هر کلمه در واژگان از هر کلمه دیگر در واژگان استفاده می‌شود. این بردار در تمام سلول‌ها به استثنای یک تک ۱ در یک سلول، از ۰ها تشکیل شده‌است که به‌طور منحصر به فرد برای شناسایی کلمه استفاده می‌شود.

### یادگیری ماشین و علوم آماری
در یادگیری ماشین، رمزگذاری یک‌داغ روشی است که اغلب برای برخورد با داده‌های طبقه‌بندی استفاده می‌شود. از آنجایی که بسیاری از مدل‌های یادگیری ماشینی نیاز دارند که متغیرهای ورودی آن‌ها عددی باشد، متغیرهای طبقه‌بندی باید در قسمت پیش‌پردازش تبدیل شوند.
| نام غذا    | دسته‌بندی # | کالری |
| ---------- | ---------- | ----- |
| سیب        | ۱          | ۹۵    |
| جوجه       | ۲          | ۲۳۱   |
| کلم بروکلی | ۳          | ۵۰    |

| سیب | جوجه | کلم بروکلی | کالری |
| --- | ---- | ---------- | ----- |
| ۱   | ۰    | ۰          | ۹۵    |
| ۰   | ۱    | ۰          | ۲۳۱   |
| ۰   | ۰    | ۱          | ۵۰    |